# Una Stubbs
Una Stubbs, född 1 maj 1937 i Welwyn Garden City i Hertfordshire, död 12 augusti 2021 i Edinburgh i Skottland, var en brittisk skådespelare och dansare. Stubbs spelade Mrs Hudson i den brittiska TV-serien Sherlock.

## Filmografi i urval
- Pang i bygget (1979) – Alice i avsnittet "The Anniversary"
- Tillbaka till Aidensfield (1995, 1997)
- Morden i Midsomer (1998)
- EastEnders (2006)
- Agatha Christie's Marple (2006)
- Sherlock (2010–2017)
- Morden i Midsomer (2015)